# Racopilum speluncae
Racopilum speluncae är en bladmossart som beskrevs av C. Müller 1875. Racopilum speluncae ingår i släktet Racopilum och familjen Racopilaceae. Inga underarter finns listade i Catalogue of Life.